# Masdevallia vargasii
Masdevallia vargasii là một loài lan được tìm thấy ở miền nam Colombia into central Bolivia và Guyana.

## Hình ảnh

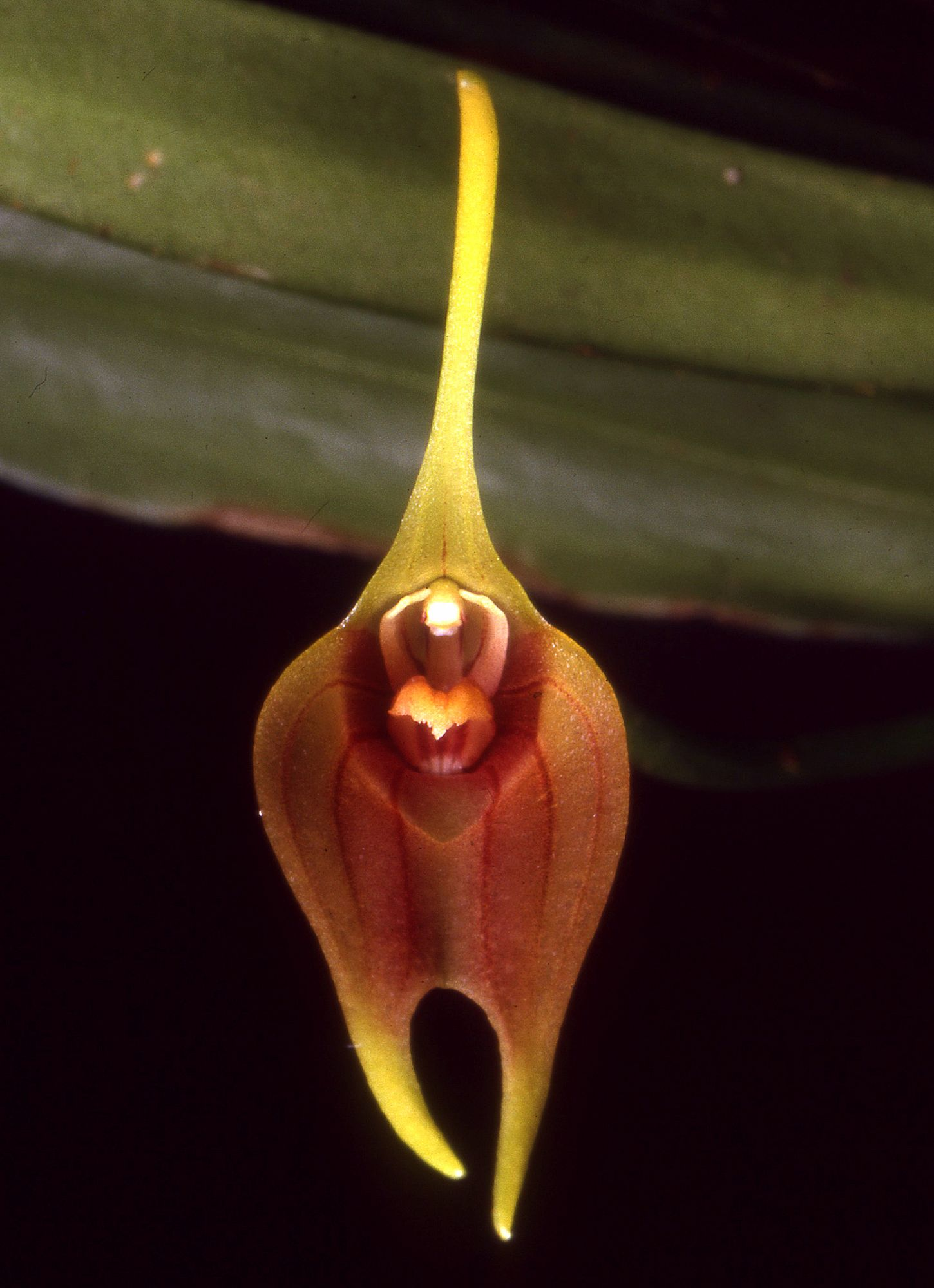